# 5001 EMP
5001 EMP (1987 SB1) là một tiểu hành tinh vành đai chính được phát hiện ngày 19 tháng 9 năm 1987 bởi Bowell, E. ở Flagstaff.